# Die romantische Schule
Die romantische Schule ist eine polemische Schrift von Heinrich Heine, die nach Teilabdrucken in französischen und deutschen Journalen Hoffmann & Campe 1836 als Buch veröffentlichte. Mit den der Schrift vorausgegangenen Artikeln in französischen Zeitschriften (Zur Geschichte der neueren schönen Literatur in Deutschland, 1833) wollte Heine den Franzosen ein anderes Bild von deutscher romantischer Literatur vermitteln, als es Madame de Staël mit ihrem einflussreichen Buch De l’Allemagne (1813) (Über Deutschland) verbreitet hatte.

## Inhalt
Das Buch erschien als eine von der Zensur ziemlich verstümmelte Publikation; allein 13 Seiten waren von der Zensur gekürzt worden.
Die romantische Schule ist in drei Bücher gegliedert. Das erste Buch umfasst die Zeit vom Mittelalter bis zu Goethe. Die beiden folgenden Bücher beschäftigen sich jeweils in portraitartigen Skizzen mit den wichtigsten Philosophen und Dichtern der Romantik. Das zweite Buch befasst sich mit den Brüdern Friedrich und August Schlegel sowie den Frühromantikern Ludwig Tieck, Novalis und dem Philosophen Schelling. Das dritte Buch behandelt die Spätromantiker von Achim von Arnim bis Ludwig Uhland. Da die Kunstwerke des Mittelalters „das Mystische, Rätselhafte, Wunderbare und Überschwengliche“ darbieten, rechnet Heine auch sie der Romantik zu.
Für Heine nimmt Goethe als politisch „indifferenter Pantheist“ und Vertreter der lebensfernen „Kunstschule“ eine Sonderstellung ein. Voller Hochachtung stellt er ihn mit Homer und Shakespeare gleich. Nie habe er in Goethe den Dichter, sondern nur den Menschen angegriffen. Demgegenüber geht er mit den Romantikern scharf ins Gericht. Insbesondere wirft er ihnen ihre Hinwendung zum katholischen Mittelalter vor, ihr Hineindrängen in den „alten Geisteskerker“. In der vom katholischen Christentum auferlegten „Hundedemut und Engelsgeduld“ sieht er „die erprobteste Stütze des Despotismus“. Als Kontrastfigur zu den romantischen Schriftstellern sieht er Jean Paul, der ganz isoliert in seiner Zeit stehe. Er beschreibt ihn als Vorläufer der Dichter des Jungen Deutschlands, zu jenen, die keinen Unterschied machen wollen „zwischen Leben und Schreiben, die nimmermehr die Politik trennen von Wissenschaft, Kunst und Religion, und die zu gleicher Zeit Künstler, Tribune und Apostel sind“. Damit sei nicht nur die romantische Schule, sondern mit Goethes Tod auch die von ihm geprägte „Kunstperiode“ zu Ende gegangen, die von künstlerischer Autonomie und Wirklichkeitsferne gekennzeichnet war. Das Junge Deutschland habe mit seiner Programmatik eine neue Schule begründet. Er selbst sah sich in den Geständnissen zugleich als letzten Dichter der alten lyrischen Schule und als Eröffner der „neuen Schule“, der „modernen deutschen Lyrik“.
Durch die Verbindung von Literatur und Politik definiert Heine die Rolle des modernen Schriftstellers und Intellektuellen. In Bezug auf die Dichtung blieb sein Verhältnis zu den Romantikern jedoch zeitlebens unentschieden, zwiespältig und von geheimer Sehnsucht genährt.

## Rezeption
Manfred Windfuhr, der Herausgeber der Düsseldorfer Heine-Ausgabe charakterisiert die Schrift als „erste zusammenfassende Darstellung der engeren Romantik“, weshalb sie als eine „Pionierarbeit“ zu begreifen sei.
Schon zu Lebzeiten Heines verdankten hegelianisch geprägte Literaturhistoriker (Karl Rosenkranz, Robert Eduard Prutz, Hermann Hettner, Rudolf Haym) der Romantischen Schule „wichtige Impulse und Anregungen“.